# Spoken word
A spoken word (szó szerint "kimondott szó") olyan előadóművészeti forma, amely elsősorban a költői, valamint az előadó esztétikai tulajdonságain alapszik. A kifejezés egy ősi szóbeli hagyomány 20. századvégi folytatására utal, amely a szavalat és a szójáték esztétikájára összpontosít. A spoken word olyan összefoglaló kifejezés, amely minden hangosan felolvasott költészetet magába foglal, beleértve a versolvasásokat, a slam poetryt, a jazz költészetet (jazz poetry) és a hip-hop zenét is, illetve szkeccseket és prózai monológokat is tartalmazhat.
A spoken word műfaja régóta létezik. Jóval az írás előtt, gyakorlás, hallgatás és memorizálás után minden nyelv kialakította a „kimondott szó” műfaját.
A költészet – hasonlóan a zenéhez – jólesik a fülnek (eufónia).
A spoken word az, amelyet elsősorban a beszéd közvetít, szemben az írással.
A huszadik század elején Vachel Lindsay
segítette annak a fenntartását, hogy a költészet szóbeli művészet maradjon. Robert Frost is jelentős alaknak számít a műfajban. Robert Pinsky szerint "a költészet igazi lényege, hogy valaki hangosan olvassa. Aki hangosan olvas egy verset, a vers igazi közvetítőjévé válik."